# Cantón de Pierrefort
El cantón de Pierrefort era una división administrativa francesa, que estaba situada en el departamento de Cantal y la región de Auvernia.

## Composición
El cantón estaba formado por once comunas:
- Brezons
- Cézens
- Gourdièges
- Lacapelle-Barrès
- Malbo
- Narnhac
- Oradour
- Paulhenc
- Pierrefort
- Sainte-Marie
- Vieillevie

## Supresión del cantón de Pierrefort
En aplicación del Decreto nº 2014-149 de 13 de febrero de 2014, el cantón de Pierrefort fue suprimido el 22 de marzo de 2015 y sus 11 comunas pasaron a formar parte del nuevo cantón de Saint-Flour-2.